# Gouveia
Gouveia – miejscowość w Portugalii, leżąca w dystrykcie Guarda, w regionie Centrum w podregionie Serra da Estrela. Miejscowość jest siedzibą gminy o tej samej nazwie. 

## Demografia
| Liczba ludności gminy Gouveia (1801–2011) | Liczba ludności gminy Gouveia (1801–2011) | Liczba ludności gminy Gouveia (1801–2011) | Liczba ludności gminy Gouveia (1801–2011) | Liczba ludności gminy Gouveia (1801–2011) | Liczba ludności gminy Gouveia (1801–2011) | Liczba ludności gminy Gouveia (1801–2011) | Liczba ludności gminy Gouveia (1801–2011) | Liczba ludności gminy Gouveia (1801–2011) | Liczba ludności gminy Gouveia (1801–2011) |
| ----------------------------------------- | ----------------------------------------- | ----------------------------------------- | ----------------------------------------- | ----------------------------------------- | ----------------------------------------- | ----------------------------------------- | ----------------------------------------- | ----------------------------------------- | ----------------------------------------- |
| 1801                                      | 1849                                      | 1900                                      | 1930                                      | 1960                                      | 1981                                      | 1991                                      | 2001                                      | 2004                                      | 2011                                      |
| 7 051                                     | 14 162                                    | 24 641                                    | 23 724                                    | 25 210                                    | 19 045                                    | 17 410                                    | 16 122                                    | 15 792                                    | 14 046                                    |

## Sołectwa
Sołectwa gminy Gouveia (ludność wg stanu na 2011 r.):
- Aldeias – 328 osób
- Arcozelo – 717 osób
- Cativelos – 724 osoby
- Figueiró da Serra – 263 osoby
- Folgosinho – 499 osób
- Freixo da Serra – 99 osób
- Lagarinhos – 443 osoby
- Mangualde da Serra – 164 osoby
- Melo – 498 osób
- Moimenta da Serra – 652 osoby
- Nabais – 405 osób
- Nespereira – 758 osób
- Paços da Serra – 601 osób
- Ribamondego – 317 osób
- Rio Torto – 463 osoby
- São Julião – 1622 osoby
- São Paio – 828 osób
- São Pedro – 1850 osób
- Vila Cortês da Serra – 267 osób
- Vila Franca da Serra – 262 osoby
- Vila Nova de Tazem – 1708 osób
- Vinhó – 578 osób